# Kokain (1949)
Kokain ist ein US-amerikanischer Kriminalfilm aus dem Jahr 1949 von William Castle mit Howard Duff, Shelley Winters und Dan Duryea in den Hauptrollen. Der Film wurde von Universal-International produziert.

## Handlung
Die Drogenfahnder George Morton und Sam Harrison verfolgen eine Spur zum Drogendealer Pete Carter. Sie verhindern eine Übergabe, bei der Carter Drogen von dem jungen Seemann John Whalen erhalten soll. Dabei kommt es zu einem Schusswechsel, bei dem Carter Whalen erschießt. Morton und Harrison können Carters Aufenthaltsort ermitteln, kommen aber zu spät, denn Carter wurde von dem stummen Auftragskiller Joey Hyatt getötet. Bei der Durchsuchung von Carters Versteck finden sie heraus, dass dieser für die Arctic World Trading Company gearbeitet hat.
Morton will den Drogenring sprengen und bittet seinen Jugendfreund Johnny Evans um Hilfe. Evans ist selber in Drogengeschäfte verwickelt und wurde von Morton festgenommen. Deshalb weigert er sich anfangs mitzumachen. Daraufhin nimmt ihn Morton mit zum Leichenschauhaus, um seine Frau, die an einer Überdosis gestorben ist, zu identifizieren. Diese Erfahrung bringt Evans dazu, Morton doch zu helfen. Evans wird aus dem Gefängnis freigelassen. Er bringt Morton bei, sich wie ein typischer Dealer zu verhalten.
Unter dem Decknamen Mike Doyle trifft Morton den Inhaber der Arctic Trading Company, William McCandles. Mit Evans Hilfe überzeugt er ihn, ein Dealer mit guten Verbindungen zu mexikanischen Grenze zu sein. McCandles stellt ihnen seine Freundin Terry Stewart vor, die sich sofort zu Morton/Doyle hingezogen fühlt. Als Morton und Evans per Zug nach Tucson reisen, ist auch Terry an Bord. Sie gesteht, dass sie von McCandles geschickt wurde, um die beiden auszuspionieren. Sie selbst will McCandles verlassen und in Tucson ein neues, ehrliches, Leben beginnen. 
Morton und Evans treffen auf einer Touristenranch auf ihren Kontaktmann Nick Avery. Ebenfalls auf der Ranch ist Joey Hyatt. Nach einer Auseinandersetzung mit Averys Handlanger Charlie erzählt ihnen Avery von seinen Plänen. Am nächsten Tag begleitet Terry Avery nach Mexiko, zum Verdruss von Evans, der sich in Terry verliebt hat. Zur gleichen Zeit erkennt Hyatt in Morton den Polizisten wieder, der ihn in Carters Versteck beinahe gefasst hätte. Als Avery mit Terry zurückkommt, breitet Avery seinen Schmuggelplan aus. Die Drogen sollen, aus Nogales kommend, über die Grenze geschafft werden. Morton enthüllt Terry seine wahre Identität und übergibt ihr eine Nachricht über Avery, die sie bei der Polizei abliefern soll.
Evans fährt mit Morton und Hyatt nach Mexiko. Avery und seine Männer folgen mit einem weiteren Auto. In der Nähe von Nogales hält Evans bei einem verlassenen Gebäude. Er schlägt Morton nieder und liefert sich mit Hyatt eine Schießerei. Der verletzte Evans kann Hyatt erschießen und fährt davon. Morton kommt zu sich und kann per Anhalter zur Grenze gelangen. Hier durchsucht die Grenzpolizei, die von Terry alarmiert wurde, jeden aus Mexiko kommenden Wagen. Evans taucht auf und bricht zusammen. Vorher kann er Morton noch etwas über ein Begräbnis zuflüstern.
Morton und die Polizei finden eine Leichenprozession, die sich anschickt, die Grenze zu überqueren. Im Sarg befinden sich Hyatts Leiche und die Drogen. Morton und die Beamten eilen zu Averys Ranch, wo Avery mit der verängstigten Terry seine Flucht per Flugzeug vorbereitet. Morton lenkt sein Auto auf die Startbahn um den startenden Flugzeug den Weg zu versperren. Avery will in das Auto krachen um Morton zu töten, doch Terry greift den Steuerknüppel und lenkt die Maschine von der Startbahn. Avery wird festgenommen, ebenso wie McCandles. Beide werden vor Gericht gestellt. Evans, mittlerweile wieder hergestellt, und Terry verlassen nach dem Urteil das Gerichtsgebäude und starten, mit Mortons Segen, in ein neues Leben.

## Produktion
Gedreht wurde der Film vom 21. März bis Mitte April 1949 in Tucson, San Francisco, Los Angeles, im mexikanischen Nogales sowie in den Universal-Studios in Universal City.

## Stab und Besetzung
Bernard Herzbrun und Emrich Nicholson waren die Art Directors, Russell A. Gausman und John P. Austin die Szenenbildner, Orry-Kelly der Kostümbildner. Leslie I. Carey und Richard DeWeese waren für den Ton verantwortlich, Bud Westmore für das Make-up. Als Regieassistent fungierte Jesse Hibbs.
In kleinen nicht im Abspann erwähnten Nebenrollen traten Leslie Denison, Charles Drake, Robert Foulk (als Pete Carter), Hans Moebus und Joe Turkel auf. Ebenfalls unerwähnt blieb Don Hayden als John Whalen.

## Synchronisation
Die deutsche Synchronfassung wurde von der Berliner Synchron GmbH Wenzel Lüdecke erstellt. Die Dialogregie führte Thomas Engel, das Dialogbuch schrieb Fritz A. Koeniger.
| Rolle         | Schauspieler    | Deutscher Synchronsprecher |
| ------------- | --------------- | -------------------------- |
| George Morton | Howard Duff     | Carl Raddatz               |
| Terry Stewart | Shelley Winters | Gisela Trowe               |
| Johnny Evans  | Dan Duryea      | Peter Mosbacher            |

## Veröffentlichung
Die Premiere des Films fand am 20. April 1949 statt. In der Bundesrepublik Deutschland kam er am 8. Juni 1951 in die Kinos.

## Kritiken
Das Lexikon des internationalen Films schrieb: „Routiniert inszenierter Polizei- und Kriminalfilm in halbdokumentarischem Stil mit bemerkenswerten Nachtaufnahmen.“
Der Kritiker der The New York Times befand, dass der Film, trotz ernsthafter Versuche der Authentizität, lediglich ein lebhafter Polizei-und-Schmuggler-Film sei. Er folge einem offensichtlichen Muster, sei spannend, aber unoriginell. Auch die Schauspielerei bleibe unbeeindruckend.
Ähnlich äußerte sich der Kritiker des TV Guide. Das Standard-Drama habe einige spannende Momente, die Regie halte die Dinge flott am Laufen.